# Bassjackers
Bassjackers is een Nederlands dj- en producerduo, bestaande uit Marlon Flohr en Ralph van Hilst.

## Carrière
Flohr en Van Hilst startten Bassjackers in 2007, waarbij Flohr voornamelijk dienst doet als dj terwijl Van Hilst het werk van producer voor zijn rekening neemt. Hun eerste nummer was Beat Cut.
In 2011 brachten ze de single "Mush Mush" uit. Deze single kreeg bekendheid door dj Tiësto, waarna Bassjackers opdrachten kreeg voor het remixen van nummers van onder andere Rihanna en Enrique Iglesias.
In 2013 maakte het duo een tour met de Bingo Players door de Verenigde Staten.
In 2014 kregen de Bassjackers bekendheid met hun singles Crackin (waarvan Martin Garrix een eigen remix uitbracht) en Savior. Daarnaast kwamen ook samenwerkingen met onder andere Kenneth G, R3HAB, MAKJ en Dyro. Zij hebben onder meer op Tomorrowland, Airbeat One en Ultra Music Festival gedraaid. Bassjackers heeft onder andere nummers uitgebracht op Spinnin' Records, Revealed Recordings en Smash The House. In 2017 stonden ze op de 35e plaats in de DJ Mag Top 100; in 2018 op de 30e plaats. In 2019 werd hun album The Biggest uitgebracht op Spinnin' Records.
Vanwege de coronapandemie werden in 2020 diverse optredens geannuleerd.

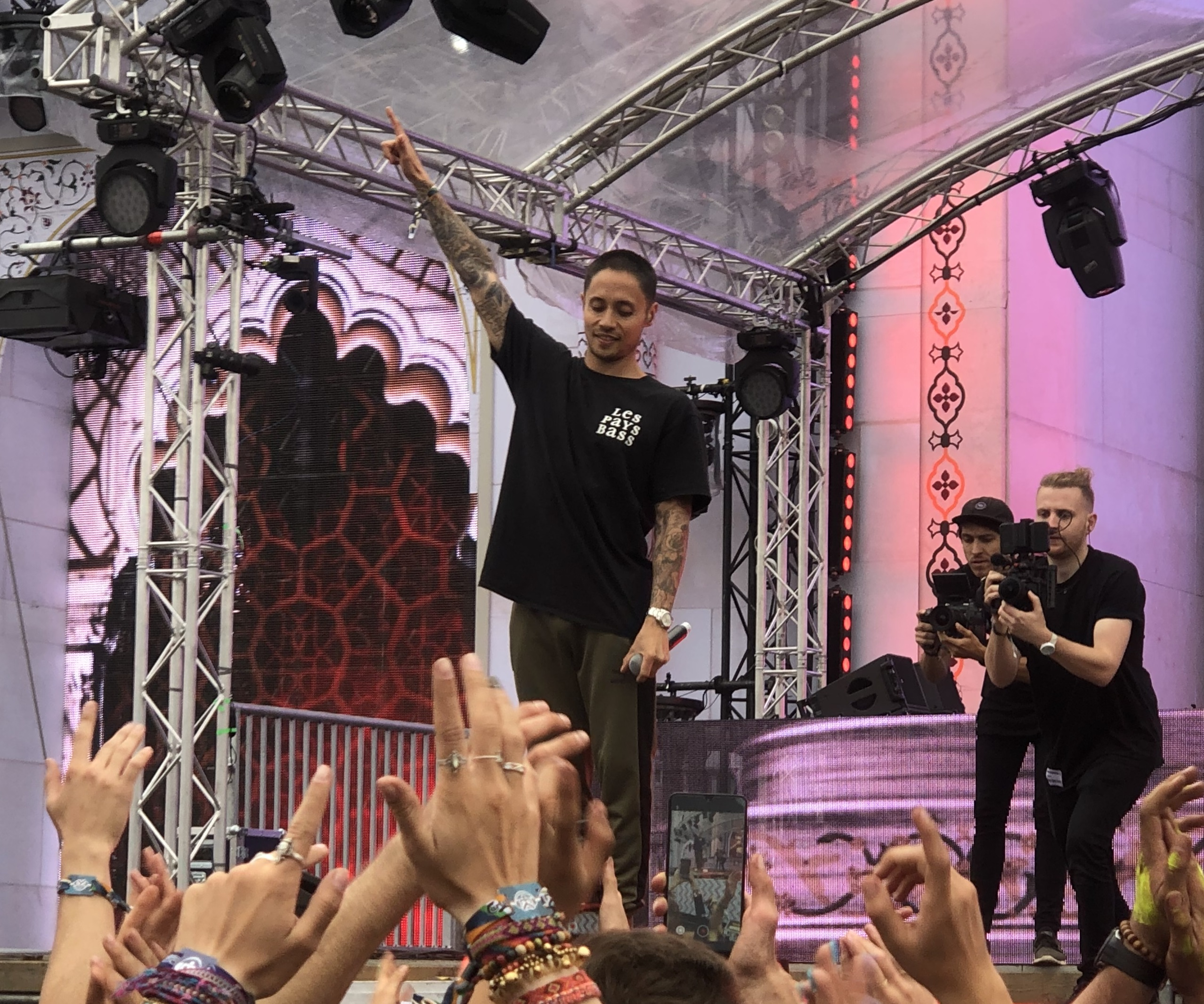
Bassjackkers op Airbeat One 2019

## Discografie

### Hitnoteringen
| Single met eventuele hitnotering(en) in de Nederlandse Top 40 | Datum van verschijnen | Datum van binnenkomst | Hoogste positie | Aantal weken | Opmerkingen                             |
| ------------------------------------------------------------- | --------------------- | --------------------- | --------------- | ------------ | --------------------------------------- |
| Crackin (Martin Garrix Edit)                                  | 2014                  | 15-02-2014            | tip21           | 5            | Nr. 72 in de Nederlandse Single Top 100 |

### Nummers
- 2010: Clifton
- 2010: Showrocker (met The Partysquad)
- 2010: Bang Like A (met Ralvero)
- 2011: Rambo (met Ralvero)
- 2011: Mush, Mush
- 2011: Brougham/Contour (met Apster)
- 2012: Bronx (met Yves V)
- 2012: Let's Get Weird
- 2012: Ria (met Angger Dimas)
- 2012: Hey! (met Showtek)
- 2013: Grid (met Dyro)
- 2013: Duckface (met Kenneth G)
- 2013: Collision (met Ferry Corsten)
- 2013: Raise Those Hands (met R3HAB)
- 2013: Flag (met Gregori Klosman)
- 2013: Zing
- 2013: Gamer (met GRX)
- 2014: Crackin (Martin Garrix Edit)
- 2014: Battle (met Jordy Dazz)
- 2014: Derp (met MAKJ)
- 2014: Rampage (met Kenneth G)
- 2014: Like That
- 2014: Savior
- 2014: X (met Dyro)
- 2015: Wave Your Hands (met Thomas Newson)
- 2015: What We Live For (met Afrojack)
- 2015: Alamo (met Brooks)
- 2015: Memories (met KSHMR en Sirah)
- 2015: Bring That Beat
- 2015: Sound Barrier (met Coone en GLDY LX)
- 2015: Rough (met Reez)
- 2016: SPCMN (met Crossnaders)
- 2016: On The Floor Like (met Joe Ghost en MOTi)
- 2016: Marco Polo (met Breathe Carolina en Reez)
- 2016: F CK (Dimitri Vegas & Like Mike Edit)
- 2016: El Mariachi (met Jay Hardway)
- 2016: Dinosaur (met Jay Hardway)
- 2016: Fireflies (met Luciana)
- 2016: Destiny (met Mat B)
- 2016: Extreme (met KSHMR en Sidnie Tipton)
- 2016: Pillowfight (vs Skytech and Fafaq)
- 2017: Can't Take It (met Breathe Carolina en Cade)
- 2017: All Aboard (Dimitri Vegas & Like Mike Edit) (vs D'Angello & Francis)
- 2017: Joyride (met Brooks)
- 2017: These Heights (met Lucas & Steve en Caroline Pennell)
- 2017: Wobble & Jiggle
- 2017: The Fever (vs Breathe Carolina en Apek)
- 2017: Ready (met L3N)
- 2018: Last Fight (vs Crossnaders)
- 2018: Are You Randy? (met Bali Bandits)
- 2018: The Riddle
- 2018: Switch (met Blasterjaxx)
- 2018: The Jungle (met Dimitri Vegas & Like Mike)
- 2018: Block (met Sunstars)
- 2018: Bounce (met Dimitri Vegas & Like Mike, Julian Banks en Snoop Dogg)
- 2018: Zero Fs Given (met Wolfpack)
- 2019: No Style (met Apster)
- 2019: Flip the Beat (met Apek)
- 2019: You're Next (met Dimitri Vegas & Like Mike) (Mortal Kombat 11)
- 2019: Momento (met TWIIG)
- 2019: Snatch
- 2019: Mortal Kombat Anthem (met Dimitri Vegas & Like Mike en 2WEI)
- 2019: Limitless (met Jaxx & Vega)
- 2019: The Flight (met Dimitri Vegas & Like Mike en D'Angello & Francis)
- 2019: Primal (met Dr Phunk)
- 2019: I Wanna Rave (met Steve Aoki)
- 2019: Mush Mush (2019 Reboot)

### Remixes
- Dannic ft. Bright Lights - Dear Life (Bassjackers Remix)
- Coone - Into The Madness (Bassjackers Remix)
- Steve Aoki ft. Linkin Park - Darker Than Blood (Bassjackers Remix)
- Dimitri Vegas & Like Mike ft. Ne-Yo - Higher Place (Bassjackers Remix)
- Cheat Codes ft. Demi Lovato - No Promises (Bassjackers Remix)
- Lost Frequencies & Netsky - Here With You (Bassjackers Remix)
- Dimitri Vegas & Like Mike vs David Guetta - Complicated (Bassjackers Remix)
- Armin van Buuren - Blah Blah Blah (Bassjackers Remix)
- Dimitri Vegas & Like Mike ft. Gucci Mane - All I Need (Bassjackers VIP Mix)

- International Standard Name Identifier: 0000 0004 6974 2205
- MusicBrainz: 8b3b7346-ee3b-4e03-b747-0952aab46e61